# Liste der Baudenkmäler in Schondra
Auf dieser Seite sind die Baudenkmäler in dem unterfränkischen Markt Schondra zusammengestellt. Diese Tabelle ist eine Teilliste der Liste der Baudenkmäler in Bayern. Grundlage ist die Bayerische Denkmalliste, die auf Basis des Bayerischen Denkmalschutzgesetzes vom 1. Oktober 1973 erstmals erstellt wurde und seither durch das Bayerische Landesamt für Denkmalpflege geführt wird. Die folgenden Angaben ersetzen nicht die rechtsverbindliche Auskunft der Denkmalschutzbehörde.
 Diese Liste gibt den Fortschreibungsstand vom 16. April 2020 wieder und enthält 52 Baudenkmäler.

## Baudenkmäler nach Gemeindeteilen

### Schondra
| Lage                                                | Objekt                                                  | Beschreibung | Akten-Nr.     | Bild           |
| --------------------------------------------------- | ------------------------------------------------------- | --- | ------------- | -------------- |
| Am Kirchberg 2 (Standort)                           | Kellereingang                                           | Rundbogige Kellerpforte aus Haus- bzw. Werkstein, Sandstein, bezeichnet „1681“ | D-6-72-149-1  | weitere Bilder |
| Am Kirchberg 4 (Standort)                           | Katholische Pfarrkirche St. Anna                        | Kirchenneubau in Form eines Saalbaus mit Satteldach und Hausteinmauerwerk, bezeichnet „1953“; mit historischen Ausstattungsstücken des Vorgängerbaus | D-6-72-149-2  | weitere Bilder |
| Am Kirchberg 4 (Standort)                           | Katholische Pfarrkirche St. Anna, romanischer Kirchturm | In Form eines solitär stehenden Glockenturmes auf der Nordseite des Kirchenneubaus, 13. Jahrhundert | D-6-72-149-2  | weitere Bilder |
| Am Kirchberg 4 (Standort)                           | Friedhofsmauer                                          | Hausteinmauerwerk, Sandstein, wohl 18. Jahrhundert | D-6-72-149-2  | weitere Bilder |
| Am Kirchberg 4, im Friedhof (Standort)              | Kreuzigungsgruppe                                       | Drei Hochkreuze und zwei Assistenzfiguren, sämtliche auf Postamenten mit Inschriften, Sandstein, 1834–1836 | D-6-72-149-2  | weitere Bilder |
| Am Kreßberg 2; Heppengraben; Himmelreich (Standort) | Wegkapelle                                              | Massivbau aus Hau- bzw. Werkstein mit Satteldach und Rundbogeneingang, Sandstein, 19. Jahrhundert | D-6-72-149-18 | BW             |
| Am Schildeck (Standort)                             | Kreuzdachbildstock                                      | Kreuzdachhaus mit Reliefdarstellungen von Monstranz, Hochkreuz, IHS-Monogramm und Inschrift, auf Rundsäule über Rechtecksockel, Sandstein, bezeichnet „1881“ | D-6-72-149-20 | BW             |
| Bergstraße (Standort)                               | Bildstock                                               | Relieftafel mit Darstellung der Kreuzigung mit Assistenzfiguren, an den Seiten Tulpen- und Akanthusschmuck, Rückseite mit Inschrift und Kreuzrelief, auf Rundsäule mit ornamentiertem Kapitell über Tischsockel mit Inschriftenkartusche, Sandstein, bezeichnet „1747“ | D-6-72-149-7  | weitere Bilder |
| Brückenauer Straße 4 (Standort)                     | Heiligenhäuschen                                        | Sandsteinquadermauerwerk mit Satteldach, im Inneren altarähnlicher Tisch mit Holzfigur des Heiligen Antonius, im Giebelfeld IHS-Monogramm, darunter bezeichnet „1756“                                                                                                  | D-6-72-149-3  | weitere Bilder |
| Kissinger Straße 1 (Standort)                       | Bildstock                                               | Relieftafel mit Darstellung einer Kreuzigungsszene, auf der Rückseite Herz mit Blumen und Engel, roter Sandstein, bezeichnet „1753“, auf Rundsäule aus grauem Sandstein, auf Tischsockel mit Inschriftenkartusche, bezeichnet „1781“                                   | D-6-72-149-4  | weitere Bilder |
| Kreisstraße KG 33 (Standort)                        | Kreuzdachbildstock                                      | Kreuzdachhaus mit Reliefdarstellungen von Monstranz, Krone, Passionskreuz, IHS-Monogramm und Inschrift, auf Rundsäule über ornamentiertem Postament mit Inschriften auf flachem Sockel, Sandstein, bezeichnet „1768“                                                   | D-6-72-149-11 | weitere Bilder |
| Marktstraße 20 (Standort)                           | Hausfigur                                               | Hölzerne Figur einer Maria Immaculata, 18. Jahrhundert | D-6-72-149-5  | weitere Bilder |
| Mettermichstraße; Schießäcker (Standort)            | Bildstock                                               | Relieftafel mit Kreuzigungsszene in ornamentiertem Rahmen, auf der Rückseite Passionskreuz, auf Rundsäule mit Muschelwerkkapitell und diamantiertem Postament, über Sockel mit Inschriftenkartusche, Sandstein, bezeichnet „1750“                                      | D-6-72-149-10 | BW             |
| Mühlstraße (Standort)                               | Kreuzdachbildstock                                      | Kreuzdachhaus mit Kreuzigung, IHS-Monogramm, Kreuzrelief und Inschrift, auf Rundsäule über hohem, ornamentierten Postament, Sandstein, bezeichnet „1743“ | D-6-72-149-9  | BW             |
| Nähe Marktstraße (Standort)                         | Wegkapelle, sogenannte Sebastianuskapelle               | Massivbau aus Quadermauerwerk mit Satteldach, geohrtes Türgewände und Giebelfeld mit Steinbalkendreieck, Ornament und Datierung, Sandstein, bezeichnet „1742“ | D-6-72-149-8  | weitere Bilder |
| Nähe Marktstraße (Standort)                         | Kreuzdachbildstock                                      | Kreuzdachhaus mit leerer Rundbogennische und IHS-Monogramm, auf Rundbogensäule über diamantiertem Postament mit Mühlsteinfundament, Sandstein, bezeichnet „1755“ | D-6-72-149-8  | weitere Bilder |
| Nähe Marktstraße (Standort)                         | Kreuzdachbildstock                                      | Kreuzdachhaus mit leerer Rundbogennische und Reliefranken- und Fibelornament, auf Rundbogensäule über Postament mit Inschriftenkartusche, Sandstein, bezeichnet „1707“                                                                                                 | D-6-72-149-8  | weitere Bilder |
| Raiffeisenstraße (Standort)                         | Wegkreuz                                                | Kruzifix auf Postament mit Inschrift, Gussstein, bezeichnet „1866“ | D-6-72-149-6  | weitere Bilder |
| Rudelberg (Standort)                                | Flurkreuz                                               | Gusseisernes Kruzifix auf Sandsteinsockel mit Abdeckplatte, bezeichnet „1866“ | D-6-72-149-17 | weitere Bilder |
| Rudelberg (Standort)                                | Kreuzdachbildstock                                      | Kreuzdachhaus mit Reliefdarstellungen des Gekreuzigten, IHS-Monogramm und Kreuz, auf Rundsäule über ornamentiertem Postament mit Inschrift, Sandstein, bezeichnet „1757“                                                                                               | D-6-72-149-12 | weitere Bilder |
| Rudelberg (Standort)                                | Flurkapelle                                             | Massivbau aus Sandsteinquadermauerwerk und Satteldach aus vier Sandsteinplatten, im Inneren Altaraufbau aus Stein mit Inschrift und Holzpietà, nach 1648 | D-6-72-149-16 | weitere Bilder |
| Schulstraße 10 (Standort)                           | Wegkapelle, sogenanntes Antoniushäuschen                | Massivbau aus Quadermauerwerk mit Satteldach, in Nische über Eingang Antoniusfigur, darunter bezeichnet „1839“ | D-6-72-149-19 | weitere Bilder |

### Einraffshof
| Lage                      | Objekt   | Beschreibung                                                                               | Akten-Nr.     | Bild           |
| ------------------------- | -------- | ------------------------------------------------------------------------------------------ | ------------- | -------------- |
| Tannenstraße 2 (Standort) | Wegkreuz | Kruzifix auf Postament mit Inschrift, Sandstein und gefasstes Gusseisen, bezeichnet „1878“ | D-6-72-149-21 | weitere Bilder |

### Münchau
| Lage                                  | Objekt      | Beschreibung | Akten-Nr.     | Bild |
| ------------------------------------- | ----------- | --- | ------------- | ---- |
| Birkig; Schmittrainer Kopf (Standort) | Feldkapelle | Massivbau aus Sandsteinquadermauerwerk, im Inneren altarähnlicher Aufbau, wohl um 1909                             | D-6-72-149-23 | BW   |
| Nähe Kirchenweg (Standort)            | Wegkreuz    | Kruzifix auf Tischsockel mit Inschrift und Tabernakelaufsatz, in Formen der Neugotik, Sandstein, bezeichnet „1873“ | D-6-72-149-22 | BW   |

### Obergeiersnest
| Lage                  | Objekt             | Beschreibung | Akten-Nr.     | Bild |
| --------------------- | ------------------ | --- | ------------- | ---- |
| Geiersberg (Standort) | Kreuzdachbildstock | Kreuzdachhaus mit Bildnische, IHS-Monogramm und Kreuz als Reliefdarstellungen, auf Rundsäule mit Palmette am Schaft über Postament mit Inschrift, Sandstein, bezeichnet „1856“ | D-6-72-149-24 | BW   |

### Schildeck
| Lage                        | Objekt              | Beschreibung | Akten-Nr.     | Bild      |
| --------------------------- | ------------------- | --- | ------------- | --------- |
| Milzbachstraße 6 (Standort) | Bildstock           | Tafelaufsatz mit seitlich ausschwingender Abdeckung, darauf Reliefdarstellung der Kreuzigung Christi mit Assistenzfiguren, auf Rundsäule über ornamentiertem Postament, auf Rechtecksockel, roter und grauer Sandstein, bezeichnet „1764“ | D-6-72-149-26 | Bildstock |
| Roth (Standort)             | Burgruine Schildeck | Mauerreste und Kellergewölbe einer Burganlage des 13./14. Jahrhundert | D-6-72-149-25 | BW        |

### Schmittrain
| Lage                         | Objekt             | Beschreibung | Akten-Nr.     | Bild |
| ---------------------------- | ------------------ | --- | ------------- | ---- |
| Schmittrainer Weg (Standort) | Kreuzdachbildstock | Kreuzdachhaus mit Reliefdarstellungen von Monstranz, Hochkreuz auf Hügel, IHS-Monogramm mit Kreuz sowie leerer Bildnische, auf Rundsäule über ornamentiertem Postament mit Inschrift, auf Rechtecksockel, Sandstein, bezeichnet „1843“ | D-6-72-149-27 | BW   |

### Schönderling
| Lage                                                 | Objekt                             | Beschreibung | Akten-Nr.     | Bild           |
| ---------------------------------------------------- | ---------------------------------- | --- | ------------- | -------------- |
| Altes Feld ()                                        | Wegkreuz                           | Kruzifix auf Tischsockel, Sandstein, 19. Jahrhundert; nicht nachqualifiziert, im Bayerischen Denkmal-Atlas nicht kartiert | D-6-72-149-46 |                |
| An der Au (Standort)                                 | Kreuzschlepper                     | Figur des kreuztragenden Christus auf Knien, auf kurzer Säule mit Kapitellinschrift, auf Postament mit Diamantierungen, über Tischsockel, Sandstein, bezeichnet „1744“                                                                                        | D-6-72-149-33 | weitere Bilder |
| Aspen; Seufigsgrund (Standort)                       | Bildstock                          | Gehäuseaufsatz mit Baldachindach und vierseitigen Rundbogennischen, mit Darstellungen von Kreuzigung, einem Hochkreuz und IHS-Monogramm und Metallkreuzbekrönung, auf Rundsäule über Postament auf Rechtecksockel, grauer Sandstein, bezeichnet „1766“        | D-6-72-149-38 | weitere Bilder |
| Birkenstraße 27 (Standort)                           | Bildstock                          | Gehäuseaufsatz mit Baldachindach und vierseitigen Rundbogennischen mit Reliefdarstellungen von Monstranz und Kreuzigungsdarstellungen, auf Rundsäule über Postament, auf Rechtecksockel, Sandstein, 1851                                                      | D-6-72-149-30 | BW             |
| Dorfstraße 7 (Standort)                              | Katholische Filialkirche St. Josef | Saalbau mit eingezogenem Chor und Hausteinmauerwerk sowie Satteldach und östlichem Dachreiter, von Eugen Altenhöfer, 1931; im Inneren barockes Madonnenstandbild, Holz, 18. Jahrhundert                                                                       | D-6-72-149-31 | weitere Bilder |
| Dorfstraße 14 (Standort)                             | Kreuzdachbildstock                 | Kreuzdachhaus mit Inschrift und Reliefdarstellungen der Arma Christi und eines Fibelornaments mit Blattzweigen sowie leere Figurennischen, auf Rundsäule mit Weinrankenschmuck auf ornamentiertem Postament, Sandstein, bezeichnet „1699“                     | D-6-72-149-32 | weitere Bilder |
| Eichenzeil (Standort)                                | Bildstock                          | Barocker Tafelaufsatz mit Darstellung der Kreuzigung mit Assistenzfiguren, Rückseite mit Pietà und mit Heiligem Georg als Bekrönungsfigur, auf Rundsäule mit ornamentiertem Postament auf Tischsockel mit Inschriftenkartusche, Sandstein, bezeichnet „1771“  | D-6-72-149-43 | BW             |
| Hub (Standort)                                       | Kreuzdachbildstock                 | Kreuzdachhaus mit IHS-Monogramm mit Herz, Kleeblattkreuz, Blütenornament und leerer Bildnische, auf Rundsäule über ornamentiertem Postament, Sandstein, 1696                                                                                                  | D-6-72-149-45 | BW             |
| Kreisstraße KG 33; Nähe Kreisstraße KG 33 (Standort) | Kreuzdachbildstock                 | Kreuzdachhaus mit Reliefdarstellungen von Monstranz, IHS-Monogramm und Passionskreuz, sowie einer leeren Bildnische auf Rundsäule über Postament mit Inschrift auf Sockel, Sandstein, bezeichnet „1858“                                                       | D-6-72-149-44 | weitere Bilder |
| Lindenfeld (Standort)                                | Wegkapelle                         | Massivbau mit Satteldach und Sandsteingewände mit Datierung, im tonnengewölbten Inneren altarähnlicher Aufbau mit Pietàfigur, bezeichnet „1886“ | D-6-72-149-37 | weitere Bilder |
| Lindenwiesen (Standort)                              | Kreuzdachbildstock                 | Kreuzdachhaus mit Reliefdarstellungen von Monstranz, Tatzenkreuz, IHS Monogramm und dem Gekreuzigten, auf Rundsäule mit Palmettenornament am Schaft über Postament mit Inschrift, auf Sockel, Sandstein, bezeichnet „1745“                                    | D-6-72-149-34 | weitere Bilder |
| Linsenberg; Lindenstraße (Standort)                  | Kreuzdachbildstock                 | Kreuzdachhaus mit Reliefdarstellungen von Monstranz, IHS-Monogramm, Monstranz, Passionskreuz und dem Gekreuzigten, auf Rundsäule mit Muschelkapitell und stilisierter Blume am Schaft, über Postament mit Inschrift, auf Sockel, Sandstein, bezeichnet „1745“ | D-6-72-149-28 | weitere Bilder |
| Nähe An der Au; Plautenweg (Standort)                | Gedenkkreuz                        | Kruzifix auf hohem Kastensockel mit Gedenkinschrift, Kreuz aus Sandstein, Corpus Gussstein, nach 1944 | D-6-72-149-29 | weitere Bilder |
| Nähe Dorfstraße (Standort)                           | Wegkreuz                           | Kruzifix auf Tischsockel mit Inschrift, Sandstein, bezeichnet „1880“ | D-6-72-149-41 | weitere Bilder |
| Nähe Dorfstraße (Standort)                           | Friedhofskreuz                     | Kruzifix auf Tischsockel, Kreuzschaft mit Blütenrelief und Stiftungsinschrift, Sandstein, bezeichnet „1737“ | D-6-72-149-36 | weitere Bilder |
| Schondraweg (Standort)                               | Kreuzdachbildstock                 | Kreuzdachhaus mit Reliefdarstellungen der Kreuzigung und des IHS-Monogramms, auf Rundsäule über Postament mit Inschrift auf zweifach abgetrepptem Sockel mit Ornament, Sandstein, bezeichnet „1756“                                                           | D-6-72-149-40 | BW             |
| Steinrücken (Standort)                               | Kreuzdachbildstock                 | Kreuzdachhaus mit Reliefdarstellungen von Passionskreuz, Monstranz, IHS-Monogramm und Bildnische mit moderner Marienfigur, auf Rundsäule über Postament mit Inschrift auf Sockel, Sandstein, bezeichnet „1858“                                                | D-6-72-149-39 | weitere Bilder |
| Storchshecken (Standort)                             | Bildstock                          | Barocker Tafelaufsatz mit Reliefdarstellung der Kreuzigung mit Assistenzfiguren, an den Schmalseiten Bischof und Heiliger mit Kind, auf Rundsäule mit ornamentiertem Postament auf hohem Tischsockel mit Inschriftenkartusche, Sandstein, bezeichnet „1773“   | D-6-72-149-42 | weitere Bilder |

### Singenrain
| Lage                          | Objekt                                   | Beschreibung | Akten-Nr.     | Bild           |
| ----------------------------- | ---------------------------------------- | --- | ------------- | -------------- |
| Eichholz ()                   | Kreuzdachbildstock                       | Kreuzdachhaus mit Kreuzbekrönung, mit den Namen der Heiligen Familie, dem IHS Monogramm und einer Inschrift als Relief, auf Rundsäule über Trogsockel, Sandstein, bezeichnet „1721“; nicht nachqualifiziert, im Bayerischen Denkmal-Atlas nicht kartiert | D-6-72-149-50 |                |
| Gartenstraße (Standort)       | Friedhofskreuz                           | Kruzifix auf Postament mit Inschrift, Sandstein, bezeichnet „1759“ | D-6-72-149-48 | weitere Bilder |
| Gerodaer Straße 10 (Standort) | Bildstock                                | Giebelbedachter Nischenaufsatz mit Porzellanpietà und Kreuzbekrönung, auf gebauchtem Sandsteinsockel, mit Inschrift, bezeichnet „1932“ | D-6-72-149-52 | BW             |
| Hauptstraße 6 (Standort)      | Katholische Kapelle St. Maria von Fatima | Saalbau mit Hausteinmauerwerk, Satteldach und nördlichem Dachreiter, wohl von Eugen Altenhöfer, 1947–1950; mit Ausstattung | D-6-72-149-47 | weitere Bilder |
| Hauswiesen (Standort)         | Wegkreuz                                 | Kruzifix auf Postament, Corpus erneuert, Sandstein, 1760 | D-6-72-149-49 | weitere Bilder |
| Streit, östlich des Ortes ()  | Sechs Grenzsteine                        | Mit Wappenreliefs, Sandstein, bezeichnet „1593“; nicht nachqualifiziert, im Bayerischen Denkmal-Atlas nicht kartiert | D-6-72-149-53 |                |

### Untergeiersnest
| Lage                                 | Objekt               | Beschreibung | Akten-Nr.     | Bild |
| ------------------------------------ | -------------------- | --- | ------------- | ---- |
| Mordrain; Untergeiersnest (Standort) | Wegkreuz             | Kruzifix auf Postament mit Inschrift, Sandstein, bezeichnet „1873“                                                                       | D-6-72-149-56 | BW   |
| Straßfeld (Standort)                 | Heiligenhäuschen     | Kleiner Massivbau mit Satteldach mit Rundbogeneingang, im Inneren gewölbte Decke und altarähnlicher Aufbau, Sandstein, bezeichnet „1741“ | D-6-72-149-57 | BW   |
| Untergeiersnest 28 (Standort)        | Heiligenhäuschen     | Massivbau aus Sandsteinquadermauerwerk mit Satteldach, im Inneren hölzerner altarähnlicher Aufbau, wohl 18. Jahrhundert                  | D-6-72-149-55 | BW   |
| Untergeiersnest 28 (Standort)        | Ehemaliges Forsthaus | Zweigeschossiger, verschindelter Fachwerkbau mit massivem Sandsteinsockel und Halbwalmdach, bezeichnet „1790“                            | D-6-72-149-54 | BW   |
| Untergeiersnest 28 (Standort)        | Einfriedung          | Sandsteinquadermauerwerk, wohl 18./19. Jahrhundert                                                                                       | D-6-72-149-54 | BW   |

## Ehemalige Baudenkmäler
| Lage                                 | Objekt      | Beschreibung | Akten-Nr.     | Bild |
| ------------------------------------ | ----------- | --- | ------------- | ---- |
| Schönderling Linsenberg 1 (Standort) | Wegkreuz    | Kruzifix auf Tischsockel mit Inschrift, Sandstein, bezeichnet „1884“                                                        | D-6-72-149-35 | BW   |
| Schondra Westlich der Bockmühle ()   | Bildstock   | 1743 | D-6-72-149-13 |      |
| Schondra Nähe Marktstraße (Standort) | Wegkapelle  | Massivbau aus Sandsteinquadermauerwerk mit Satteldach und Rundbogeneingang, Schlussstein über dem Eingang bezeichnet „1742“ | D-6-72-149-14 | BW   |
| Singenrain Gedenkstein ()            | Gedenkstein | Grauer Sandsteinblock mit Gedenkinschrift, bezeichnet „1887“                                                                | D-6-72-149-51 |      |